# Acrotaeniostola spiralis
Acrotaeniostola spiralis är en tvåvingeart som beskrevs av Munro 1935. Acrotaeniostola spiralis ingår i släktet Acrotaeniostola och familjen borrflugor. Inga underarter finns listade i Catalogue of Life.